# Kanton Boulogne-sur-Mer-Nord-Est
Boulogne-sur-Mer-Nord-Est (Nederlands: Bonen-Noordoost) is een voormalig kanton van het Franse departement Pas-de-Calais. Het kanton maakte deel uit van het arrondissement Boulogne-sur-Mer. Het werd opgeheven bij decreet van 20 februari 2014 met uitwerking in maart 2015.

## Gemeenten
Het kanton Boulogne-sur-Mer-Nord-Est omvatte de volgende gemeenten:
- Boulogne-sur-Mer (Bonen) (deels, hoofdplaats)
- Conteville-lès-Boulogne ('s-Gravenhoeve)
- Pernes-lès-Boulogne
- Pittefaux (Pitesveld)
- Wimille